# Egira acronyctoides
Egira acronyctoides là một loài bướm đêm trong họ Noctuidae.